# Lancer du poids masculin aux Jeux olympiques d'été de 1936
Pour un article plus général, voir Athlétisme aux Jeux olympiques d'été de 1936.
Navigation
Los Angeles 1932 Londres 1948
L'épreuve du lancer du poids masculin aux Jeux olympiques de 1936 s'est déroulée le 2 août 1936 au Stade olympique de Berlin, en Allemagne.  Elle est remportée par l'Allemand Hans Woellke.

## Résultats

### Finale
| Rang               | Athlète               | Pays            | Essais | Essais | Essais | Essais | Essais | Essais | Marque | Note |
| Rang               | Athlète               | Pays            | 1      | 2      | 3      | 4      | 5      | 6      | Marque | Note |
| ------------------ | --------------------- | --------------- | ------ | ------ | ------ | ------ | ------ | ------ | ------ | ---- |
| Médaille d'or      | Hans Woellke          | Allemagne       | 15.96  | 14.76  | 15.72  | 15.90  | 16.20  | 14.98  | 16.20  | OR   |
| Médaille d'argent  | Sulo Bärlund          | Finlande        | 15.68  | 16.03  | 14.98  | 15.52  | 16.12  | 15.42  | 16.12  |      |
| Médaille de bronze | Gerhard Stöck         | Allemagne       | 15.56  | 15.56  | 15.14  | 15.29  | 14.78  | 15.66  | 15.66  |      |
| 4                  | Sam Francis           | États-Unis      | 15.45  | 15.09  | 15.09  | x      | 14.57  | 13.61  | 15.45  |      |
| 5                  | Jack Torrance         | États-Unis      | 15.38  | 14.40  | 15.34  | 14.79  | 14.57  | 14.56  | 15.38  |      |
| 6                  | Dimitri Zaitz         | États-Unis      | 15.32  | 14.16  | 14.09  | 14.09  | x      | 14.85  | 15.32  |      |
| 7                  | František Douda       | Tchécoslovaquie | 15.09  | 15.05  | 15.28  |        |        |        | 15.28  |      |
| 8                  | Arnold Viiding        | Estonie         | 14.72  | 14.31  | 15.23  |        |        |        | 15.23  |      |
| 9                  | Gunnar Bergh          | Suède           | 14.83  | 15.01  | 14.51  |        |        |        | 15.01  |      |
| 10                 | Hans-Heinrich Sievert | Allemagne       | 14.79  | 14.43  | 13.23  |        |        |        | 14.79  |      |
| 11                 | Aleksa Kovačević      | Yougoslavie     | 14.74  | x      | 14.27  |        |        |        | 14.74  |      |
| 12                 | József Darányi        | Hongrie         | 14.63  | 14.45  | x      |        |        |        | 14.63  |      |
| 13                 | Risto Kuntsi          | Finlande        | x      | 14.20  | 14.61  |        |        |        | 14.61  |      |
| 14                 | István Horváth        | Hongrie         | 13.66  | 14.18  | 14.32  |        |        |        | 14.32  |      |
| 15                 | Karel Hoplíček        | Tchécoslovaquie | 14.12  | 13.72  | 13.34  |        |        |        | 14.12  |      |